# Academia Letona de Música Jāzeps Vītols
La Academia Letona de Música Jāzeps Vītols (en letón: Jāzepa Vītola Latvijas Mūzikas akadēmija) es un centro de enseñanza superior de música en la calle 1 Barona, en la ciudad de Riga, la capital del país europeo de Letonia. El conservatorio de Música de Letonia fue fundada en 1919. Había cursos júnior y sénior que cubrían alrededor de 9 a 10 años académicos. A partir de 1940, la estructura del conservatorio cambió: los cursos inferiores subalternos fueron transferidos al sistema de educación secundaria y más tarde se convirtió en una base para las escuelas secundarias musicales de Jāzeps Medins y de Emīls Darzins de música. 
En mayo de 1958 fue renombrado como el conservatorio letón Jāzeps Vītols. En enero de 1964 el conservatorio había sido renombrado Instituto de Arte de Letonia J.Vītols, pero en julio de 1964 el instituto fue rebautizado de nuevo a conservatorio letón J.Vītols. 